# Kaduç
Kaduç – wieś położona w południowo-wschodniej części Albanii w gminie Novoselë. Wieś znajduje się 126 kilometrów od stolicy państwa, Tirany.